# Operações do Salão Oval
Imediatamente no lado de fora do Salão Oval, a equipe de Operações do Salão Oval (em inglês:  Oval Office Operations) gerencia a agenda pessoal do Presidente, compromissos privados e acesso imediato para se encontrar com o Presidente dos Estados Unidos. Embora varie de administração para administração — e dentro de cada mandato — a equipe de Operações do Salão Oval normalmente consiste de um Diretor, Secretária Pessoal do Presidente e um Assessor Pessoal do Presidente (body man).

## Equipe atual
- Diretor de Operações do Salão Oval: Richard Ruffner[1]
  - Diretor Adjunto de Operações do Salão Oval: Ashley Williams[2]
- Secretária Pessoal do Presidente: Julia Reed
- Assessor Pessoal do Presidente: Jacob Spreyer[2]
- Assessor Confidencial do Presidente: Drew Rodriguez